# Валтоф
Валтоф (англ. Waltheof, 1050 — 31 травня 1076), граф Гантінгдона та Нортгемптона, граф Нортумбрії, останній з англо-саксонських графів, учасник повстання трьох графів і єдиний представник англійської аристократії, страчений за правління Вільгельма Завойовника.
Другий син Сіварда, графа Нортумбрії та Ельфед, доньки Елдреда, графа Берніції. Титул графа вперше отримав приблизно у 1065 році. Після битви при Гастінгсі визнав Вільгельма за короля та отримав за це дозвіл зберегти титул та маєтки. Залишався при дворі Вільгельма до 1068 року.
У 1069 взяв участь у повстанні англійців проти нормандського володарювання, потому перейшов на бік норманів, отримав прощення, відновив володіння графством та взяв шлюб із племінницею Вільгельма Завойовника, Юдитою Ленською. У 1072 після усунення Госпатріка, Валтхоф став новим графом Нортумбрії.
У 1075 році граф Валтоф приєднався до Повстання Графів проти Вільгельма І, але швидко змінив свої наміри та рушив до Нормандії просити прощення у Вільгельма особисто. Прощення не отримав, натомість після повернення до Англії його було ув'язнено та віддано під суд, який присудив його стратити шляхом відрубування голови. 31 травня 1076 року вирок було виконано.
Тривалий час потому вважалось, що рештки графа Валтофа мають цілющу силу, тож абатство, де його було поховано, стало місцем масового відвідування прочан.

## Діти
- Матильда (1074-1130), дружина короля Шотландії Давида I
- Аделіза, дружина Рауля III де Тосні